# Коврез
Коврез —  поселок в Дивеевском районе Нижегородской области. Входит в состав  Дивеевского сельсовета

## География
Находится на расстоянии приблизительно 6 километров по прямой на запад от села Дивеево, административного центра района.

## История
Название имеет мордовское происхождение. Село Коврез известно было здесь с 1767 года, после пугачевского восстание было ликвидировано. В 1947 здесь возник поселок совхоза “Вперёд”. Возможно поселок был создан на базе существовавшей в 1930-е годы детской трудовой колонии.

## Население
Постоянное население составляло 44 человек (русские 93%) в 2002 году, 56 в 2010.